# Photographic (Lied)
Photographic ist ein Lied von Depeche Mode.
Es erschien 1981 auf dem Kompilationsalbum „Some Bizzare Album“ und wurde am 5. Oktober 1981 auf dem Album Speak & Spell veröffentlicht. Diese beiden Versionen unterscheiden sich.
Der Song wurde von Vince Clarke geschrieben und von Depeche Mode mit Daniel Miller, dem Gründer des Labels Mute Records, produziert.

## Entstehung und Veröffentlichung
Es gibt vier Versionen dieses Liedes:
1. Eine Demoversion, die von Vince Clarke im Mai oder Juni 1980 aufgenommen wurde[1]
2. Eine Demoversion, die von Depeche Mode im Juni, Juli oder August 1980 aufgenommen wurde[1]
3. Eine Version für das Kompilationsalbum Some Bizzare Album von November 1980. Laut Text des Albums wurde diese Version in den Stage One Recording Studios aufgenommen, die John Bassett gehörten und sich in der 14 Sebert Road, Forest Gate, London E7 0NP befanden. 1998 wurde dieser Track als Bonustrack in die Neuauflage von The Singles 81→85 aufgenommen. Daniel Miller von Mute Records, der während der Aufnahmen als informeller Produzent fungierte, wollte einen guten Track auf „Some Bizzare Album“ platzieren, aber nicht den besten der Band.[2] Der Track wurde an einem Tag aufgenommen und gemischt.[3]
4. Eine Version von Photographic für Depeche Modes erstes Album Speak & Spell Anfang 1981. Die Albumversion wurde in den Blackwing Studios in London aufgenommen.